# 阿慕尔·本·阿绥清真寺
阿慕尔·本·阿绥清真寺（阿拉伯语：‎，拉丁化转写：ğāmiʿ ʿumurū bin l-ʿāṣi），或众清真寺之冠（阿拉伯语：‎，羅馬化：tāğ l-ğwāmiʿ), 或旗手清真寺（阿拉伯语：‎，直译：Mosque of the Banner Bearers），或古老清真寺（阿拉伯语：‎，直译：the Old Mosque），阿慕尔·本·阿绥清真寺始建于641-642年，是新成立的埃及首都福斯塔特的中心。该清真寺的原始建筑为埃及乃至非洲建立的第一座清真寺，600年来，该清真寺是伊斯兰教育的重要中心之一，直到穆仪兹建立的爱资哈尔清真寺取代其地位；在整个二十世纪期间它都是伊斯兰世界的第四大清真寺。
阿慕尔·本·阿绥清真寺的位置是穆斯林军队指挥官阿慕尔·本·阿绥的将军营帐所在地，清真寺一角的房间据信与阿慕尔·本·阿绥的儿子阿卜杜拉·本·阿慕尔·本·阿绥有着某种重要的联系。几个世纪以来，该清真寺经历了数次大规模重建，现在是开罗旧城的地标之一。该清真寺仍然用于宗教活动，在礼拜间隙，它也向游客和游客开放。

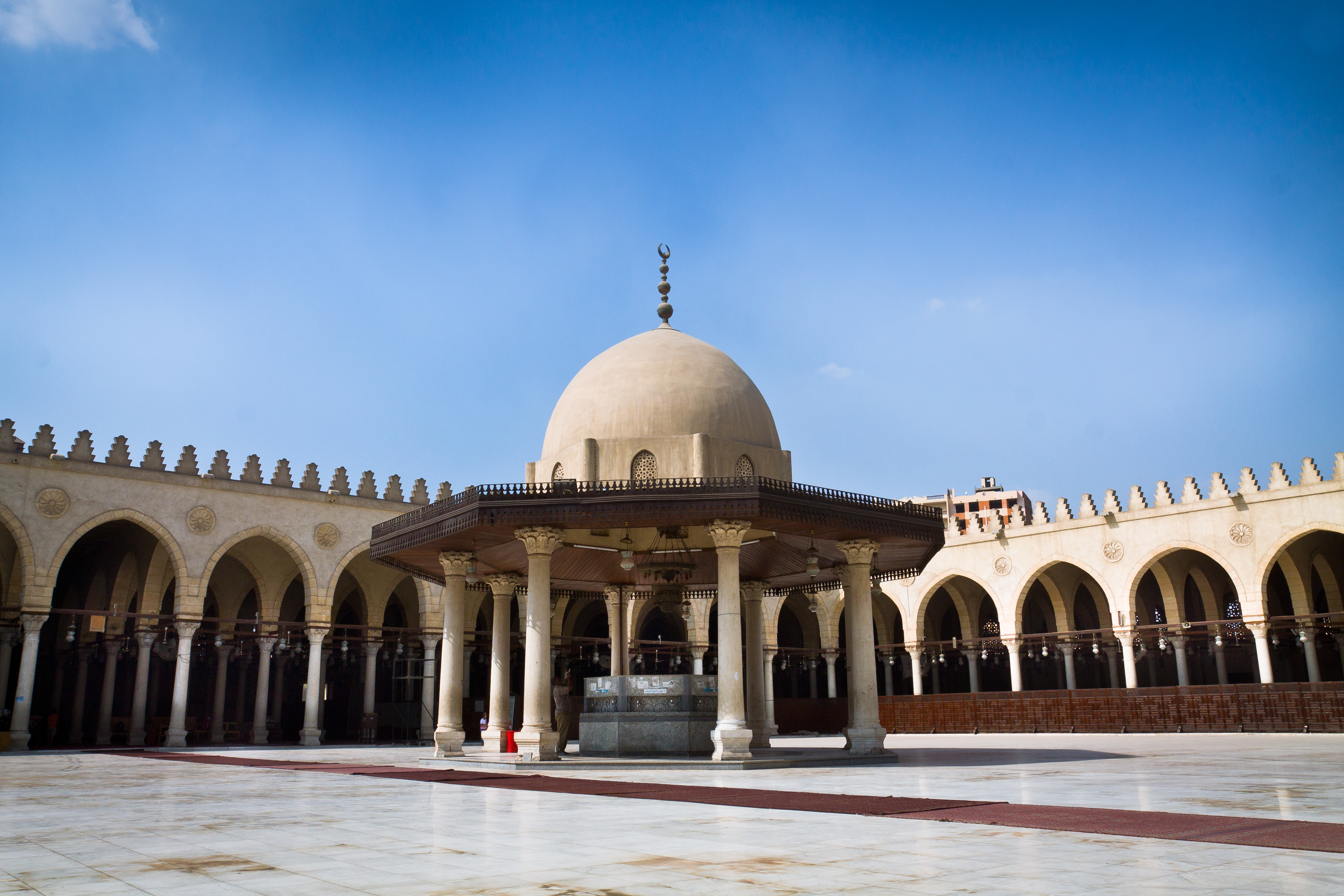
阿慕尔·本·阿绥清真寺

## 选址
根据传说，阿慕尔·本·阿绥清真寺最初的位置是由一只鸟选择的。公元641年，阿慕尔·本·阿绥奉哈里发欧麦尔之命从罗马人手中征服埃及；在军队进攻罗马埃及行省首都亚历山大港之前，阿慕尔·本·阿绥在尼罗河东岸三角洲的南部建立了军营，出发前不久，一只鸽子在他的营帐里下了一个蛋。当征服亚历山大港的军队凯旋而归后，哈里发欧麦尔命令阿慕尔为埃及选定新首都的位置，于是阿慕尔将鸽子蛋的位置确定为为新城市福斯塔特的中心。之后，阿慕尔·本·阿绥清真寺在同一地点被建立起来。